# 叉吻豚属
叉吻豚属（学名：Furcacetus）是鲨齿豚科下的一个属。

## 下属物种
本属包括以下物种：
- 弯喙叉吻豚 Furcacetus flexirostrum Bianucci et al., 2020，分布于南太平洋东部（秘鲁皮斯科盆地）